# Crawford River (Glenelg River)
Der Crawford River ist ein Fluss im Südwesten des australischen Bundesstaates Victoria.

## Geografie
Der Fluss entspringt im Südwesten des Staates, etwa 20 Kilometer südwestlich der Stadt Hamilton. Er fließt nach Westen durch die Siedlung Crawford und die Kleinstadt Hotspur. Zwischen Hotspur und Dartmoor durchfließt er den Crawford River State Park, ein staatliches Schutzgebiet, in dem der Fluss eine enge Schleife nach Süden vollzieht und dann wieder in die westliche Flussrichtung zurückkehrt. In der Kleinstadt Dartmoor mündet er in den Glenelg River.

### Nebenflüsse mit Mündungshöhen
- Kangaroo Creek – 83 m
- Portland Creek – 78 m
- Deep Creek – 73 m[1]